# Municipio de Noble (condado de Dickinson)
El municipio de Noble (en inglés: Noble Township) es un municipio ubicado en el condado de Dickinson en el estado estadounidense de Kansas. En el año 2010 tenía una población de 1917 habitantes y una densidad poblacional de 23,2 personas por km².

## Geografía
El municipio de Noble se encuentra ubicado en las coordenadas 38°59′49″N 97°0′19″O / 38.99694, -97.00528. Según la Oficina del Censo de los Estados Unidos, el municipio tiene una superficie total de 82.63 km², de la cual 81,8 km² corresponden a tierra firme y (1 %) 0.83 km² es agua.

## Demografía
Según el censo de 2010, había 1917 personas residiendo en el municipio de Noble. La densidad de población era de 23,2 hab./km². De los 1917 habitantes, el municipio de Noble estaba compuesto por el 95,83 % blancos, el 1,3 % eran afroamericanos, el 0,37 % eran amerindios, el 0,31 % eran asiáticos, el 0,31 % eran de otras razas y el 1,88 % eran de una mezcla de razas. Del total de la población el 2,87 % eran hispanos o latinos de cualquier raza.